# Fødselsforberedelse
Der tilbydes i Danmark Fødselsforberedelse i den sidste periode af graviditeten, hvor forældre  har  mulighed for at få gratis undervisning. Man får hjælp til bl.a. det praktiske når man skal føde; Hvornår skal man ringe til fødegangen, hvilke muligheder er der for smertelindring, og hvordan får man den bedst mulige oplevelse af fødslen. Vejrtrækningsøvelser er også en vigtig del af fødselsforberedelsen. Man lærer også om sundhed, både for barnet og for moderen, før og efter fødslen. Kurserne afholdes som regel på fødestedet af en jordemoder, hvor man også har mulighed for at stille nogle af de spørgsmål, man har som kommende forældre. 
Der findes også fødselsforberedelseskurser udbudt af  private jordemødre.